# Helga Anders
(Helga Anders, negli anni ottanta)
Helga Anders, nome completo, da sposata Helga Anders-Fritz, all'anagrafe Helga Scherz (Schwaz, 11 gennaio 1948 – Haar, 30 marzo 1986), è stata un'attrice e doppiatrice tedesca (austriaca di nascita), attiva principalmente negli anni sessanta e settanta.

## Biografia
Nella sua ventennale carriera di attrice, iniziata tra la fine degli anni cinquanta e l'inizio degli anni sessanta e interrottasi con la sua scomparsa, recitò in 150 diversi ruoli tra cinema e televisione e in 40 parti teatrali.
Tra i suoi ruoli più famosi, vi sono quello di Angela nel film per la televisione Mädchen, Mädchen (1966) e quello di Julka nella serie televisiva Vacanze a Lipizza  (Ferien in Lipizza, 1966-1967). Era inoltre un volto noto al pubblico anche per le sue apparizioni in vari episodi di serie televisive quali L'ispettore Derrick , Il commissario Köster , ecc.
Come doppiatrice, prestò la propria voce ad attrici quali Laura Antonelli, Geneviève Bujold, Barbara De Rossi, Edwige Fenech, Melanie Griffith, Jill Ireland, Barbara Lass, Ornella Muti, ecc.
Definita la "Lolita" del cinema tedesco degli anni sessanta (periodo in cui fu, tra l'altro, spesso diretta in commedie sexy dal regista Roger Fritz, che fu suo marito dal 1968 al 1974) ed esponente della cosiddetta "Scuola di Monaco", è spesso ricordata - a dispetto della pur prolifica attività artistica - più per gli eccessi, in particolare per i problemi con alcol e droghe (quali hashish e LSD), i collassi nervosi, i ripetuti tentativi di suicidio (almeno sei) e gli incidenti automobilistici che caratterizzarono la sua breve vita, che per le sue interpretazioni, passate inesorabilmente in secondo piano.

### Infanzia
Helga Scherz, più tardi nota come Helga Anders, era nata a Schwaz, nei pressi di Innsbruck, in Tirolo (Austria), l'11 gennaio 1948, figlia di un insegnante di sci austriaco e di una donna di estrazione contadina originaria della Hallertau (Baviera).
All'età di 2 anni, dopo il divorzio dei genitori, si trasferisce con la madre, in Germania, dapprima a Ruhpolding (Baviera) e poi a Bielefeld (Renania Settentrionale-Vestfalia, dove la madre gestisce saltuariamente una fattoria.
Nella cittadina renana, il suo precoce talento viene notato dall'attore Peter Gehrmann, marito di un'insegnante di scuola della piccola Helga, nonché direttore del Teatro Statale di Bielefeld.
Grazie all'interesse di Gehrmann, la Scherz ottiene il permesso di iscriversi ad una scuola di ballo.
Inizia quindi ad esibirsi in teatro ad appena 8 anni, quando sale sul palcoscenico del Teatro statale di Bielefeld interpretando la parte di Heinerle nell'operetta di Leo Fall Der fidele Bauer.
In seguito, dopo il trasferimento con la madre sulle rive del Tegernsee, la sua carriera teatrale prosegue nei teatri bavaresi.

### Gli anni sessanta

#### Gli inizi nel mondo del cinema e della televisione
Nel 1961, durante un'esibizione sul palcoscenico del Bauerntheater am Tegernsee, viene scoperta dalla sceneggiatrice Maria von der Osten-Sacken e scelta, a soli 13 anni, per il suo primo ruolo cinematografico, quello di Brigitte in Max, der Taschendieb (1962), dove recita (con il nome di Helgi Anders) al fianco di Heinz Rühmann.
Nel frattempo, sempre nel 1962, aveva già recitato al fianco di Michael Ande, anche nel film per la televisione Peter Pan, dove interpreta il ruolo di Wendy Darling, e in altre produzioni televisive.
Nella prima metà degli anni sessanta inizia anche la sua attività di doppiatrice, prestando la propria voce a Barbara Lass in Halt mal die Bombe, Liebling (1963) e a Gila Golan in Das Narrenschiff ( 1965).

#### L'incontro con Roger Fritz e l'appellativo di "Lolita"
Nel 1966, recita nel film TV Mädchen, Mädchen nel ruolo di Angela, ruolo che le vale, nel 1967  il Bundesfilmpreis nel 1967, nonché l'assegnazione, da parte dei lettori della rivista giovanile BRAVO , del "BRAVO Otto" d'oro nella categoria "star televisive".
Sul set di quel film, inoltre, la diciottenne Helga Anders conosce il ventinovenne fotografo e regista Roger Fritz (regista del film), che, appena un anno dopo, nel luglio del 1967 diventa suo marito. Dal matrimonio, nascerà una figlia, Tatjana Leslie.
Dal marito verrà in seguito diretta anche nei film La peccatrice adolescente (Häschen in der Grube, 1968), Mädchen... nur mit Gewalt (1969), ecc.
Sempre nella metà degli anni sessanta, recita anche nei film di Johannes Schaaf Il tatuaggio (1967), nonché in 8 episodi della serie televisiva Der Forellenhof (1965-1966), dove interpreta il ruolo di Christa Buchner, e, ai fianchi di Inge Meysel e Joseph Offenbach e in alcuni episodi della serie televisiva Die Unverbesserlichen (1965-1967) nel ruolo di Lore Scholz.
Recita inoltre nel ruolo della protagonista Julka nella serie televisiva Vacanze a Lipizza  (Ferien in Lipizza, 1966-1967).
È in quel periodo che la Anders si guadagna nel Lexikon der deutschen Film und TV-Stars di Heinzelmeier e Schulz la definizione di "Lolita" del cinema tedesco degli anni sessanta.

### Gli anni settanta-ottanta

#### Il divorzio da Roger Fritz e la dipendenza da alcol e droghe
Nel 1970, la Anders - probabilmente a causa dell'assunzione di alcolici - abortisce il figlio che stava aspettando.
Nel 1974, la Anders partecipa nel ruolo di Roswitha Meinecke al secondo episodio della serie televisiva  L'ispettore Derrick , episodio intitolato "Johanna" e che vede come guest star l'attrice Lilli Palmer.
Il 1974 è anche l'anno che segna la fine del matrimonio, durato appena sei (o sette) anni, con Roger Fritz.
Dopo il divorzio, la Anders apre un locale a Monaco di Baviera, ma sprofonda ben presto nel tunnel della dipendenza da alcol e droghe e conosce così anche uno stop nella propria carriera, tanto che i quotidiani iniziano a parlare più della sua vita privata che della sua attività di attrice.
L'attrice decide così di sottoporsi ad una cura per disintossicarsi.

#### Gli ultimi anni di carriera
Dopo la cura, nella metà degli anni settanta, ritroviamo la Anders impegnata, tra l'altro, come guest star in serie televisive quali  L'ispettore Derrick ,  Il commissario Köster , Tatort, ecc.
Della serie L'ispettore Derrick, in cui - come detto - aveva già esordito nel 1974, partecipa tra il 1977 e il 1984 agli episodi "Un cappio al collo" (1977), "Morte di una fan" (1978), "Un caffè da Beate" (1978), "In una fattoria" (1980), "Il canale" (1981) e "Il primo della classe" (1984). Degna di nota è, in particolare, la sua interpretazione di Beate Schill, protagonista dell'episodio "Un caffè da Beate" (1978).
Si dedica inoltre al doppiaggio:  sua è la voce di Pinocchio nella versione tedesca dell'omonimo cartone animato giapponese del 1976.
Nel 1979, ottiene il ruolo di Charlotte nel film, diretto da Mario Monicelli, Temporale Rosy, dove la Anders recita al fianco di Gérard Depardieu.
Negli anni ottanta, le partecipazioni della Anders sul piccolo e grande schermo si fanno sempre più rare. L'assenza dal set coincide molto probabilmente anche con una ricaduta nella dipendenza da alcol e droghe.
L'attrice trascorre così gli ultimi anni della sua vita nella più completa indigenza.
Nel 1986, recita in un episodio della serie televisiva Irgendwie und sowieso, suo ultimo ruolo prima della prematura scomparsa.

#### La prematura scomparsa
Helga Anders muore improvvisamente a soli 38 anni, ufficialmente per un arresto cardiaco (probabilmente causato dai continui abusi di alcol e droghe, anche se rimane il sospetto di un possibile suicidio) in una clinica di Haar, nei pressi di Monaco di Baviera, la domenica di Pasqua (30 marzo) del 1986 (secondo alcune fonti, il 31 marzo 1986).
La mattina di quel giorno, l'attrice viene dapprima ricoverata nella "Interne Klinik" del Dott. Agirov di Kempfenhausen (comune di Berg) in evidente stato di ebbrezza. Da lì, viene in seguito trasferita in una clinica di Haar, dove in serata ne viene dichiarato il decesso, che - secondo quanto riportato dal referto medico - sarebbe giunto in modo del tutto inaspettato.
Sepolta nel cimitero di Gmund am Tegernsee, in Baviera, nel 2012 la tomba è stata completamente rimossa e sostituita da quella di un giovane morto in un incidente in motocicletta: le autorità hanno comunicato che la lapide è stata rimossa in quanto nessuno dei membri della famiglia ha espresso il desiderio di conservare la sepoltura.

## Filmografia

### Cinema
- Max, der Taschendieb, regia di Imo Moszkowicz (1962)
- 100 ragazze per un playboy (Bel Ami 2000 oder Wie verführt man einen Playboy?), regia di Michael Pfleghar (1966)
- Mädchen, Mädchen, regia di Roger Fritz (1966)
- Il club degli assassini (Der Mörderclub von Brooklyn), regia di Werner Jacobs (1966)
- La locanda delle bambole crudeli, regia di Rolf Olsen (1967)
- Il tatuaggio (Tätowierung), regia di Johannes Schaaf (1967)
- I gangsters dalla faccia pulita (Sommersprossen), regia di Helmut Förnbacher (1968)
- Gangster Love, regia di Marran Gosov (1968)
- Erotik auf der Schulbank, regia di Roger Fritz, Eckhart Schmidt, Hannes Dahlberg (1968)
- La peccatrice adolescente (Häschen in der Grube), regia di Roger Fritz (1968)
- Contronatura, regia di Antonio Margheriti (1969)
- Unser Doktor ist der Beste, regia di Harald Vock (1969)
- Mädchen... nur mit Gewalt, regia di Roger Fritz (1969)
- Ansichten eines Clowns, regia di Vojtěch Jasný (1976)
- Anita Drogemöller und die Ruhe an der Ruhr, regia di Alfred Vohrer (1976)
- Le liceali supersexy (Schulmädchen-Report 11. Teil - Probieren geht über Studieren), regia di Ernst Hofbauer (1977)
- Temporale Rosy (Rosy la Bourrasque), regia di Mario Monicelli (1979)
- Miko - aus der Gosse zu den Sternen, regia di Frank Ripploh (1986)

### Televisione
- Peter Pan, regia di Paul Verhoeven – film TV (1962)
- Bubusch, regia di Erik Ode – film TV (1962)
- Die sündigen Engel, regia di Ludwig Cremer – film TV (1962)
- Der Forellenhof – serie TV, 8 episodi (1965-1966)
- Die Unverbesserlichen   – serie TV, 3 episodi (1965-1967)
- Vacanze a Lipizza (Ferien in Lipizza) – serie TV, 13 episodi (1966-1967)
- Jacobowsky und der Oberst, regia di Rainer Wolffhardt – film TV (1967)
- Im weissen Rößl, regia di Hans-Dieter Schwarze – film TV (1967)
- Ein Monat auf dem Lande, regia di Wolfgang Glück – film TV (1967)
- Der Kommissar – serie TV, episodi (1x11-4x05 (1969-1972)
- Amerika oder der Verschollene, regia di Zbyněk Brynych – film TV (1969)
- Mord im Pfarrhaus, regia di Hans Quest – film TV (1970)
- Der Pott, regia di Peter Zadek – film TV (1971)
- Olympia - Olympia, regia di Kurt Wilhelm – film TV (1971)
- Zwischen uns beiden, regia di Roger Fritz – film TV (1971)
- Unter anderem Ehebruch, regia di Dimitri Frenkel Frank – film TV (1972)
- Tod in Scheveningen, regia di George Moorse – film TV (1973)
- Die Gräfin von Rathenow, regia di Peter Beauvais – film TV (1973)
- Fall nicht in den Schwanensee, regia di Arno Assmann – film TV (1973)
- L'ispettore Derrick (Derrick) – serie TV, 7 episodi (1974-1984)
- Unter einem Dach – serie TV, episodio 2x08 (1975)
- Die Powenzbande – miniserie TV, 3 puntate (1974)
- Anna, regia di Uschi Reich – film TV (1975)
- Depressionen, regia di Herbert Vesely – film TV (1975)
- Spannagl & Sohn – serie TV, 9 episodi (1975-1976)
- Tatort – serie TV, episodio 1x60 (1976)
- Das blaue Palais – serie TV, episodi 2x01-2x02 (1976)
- Wolpertinger Wochenschau – serie TV, 6 episodi (1976)
- Polizeiinspektion 1 – serie TV, 5 episodi (1978-1985)
- Detektiv Harvey – serie TV, 19 episodi (1978-1979)
- Der Unbekannte, regia di Hartmut Griesmayr – film TV (1978)
- Lady Audleys Geheimnis –  miniserie TV, 2 puntate (1978)
- Il commissario Köster (Der Alte) – serie TV, 3 episodi (1979)
- Nills Holgersson – serie TV, 52 episodi (1980-1981)
- Anderland – serie TV, episodio 1x06 (1981)
- Ein zauberhaftes Biest – serie TV, episodio 1x05 (1981)
- Der Trotzkopf – miniserie TV, 6 puntate (1983)
- Unsere schönsten Jahre – serie TV, episodi 1x01-1x02 (1983)
- Un caso per due (Ein Fall für zwei) – serie TV, episodio 5x06 (1985)
- Irgendwie und sowieso – serie TV, episodio 1x08 (1986)

## Teatro (Lista parziale)
- Der fidele Bauer (operetta), di Leo Fall (1956)

## Doppiaggi[13][14]

### Film
- Barbara Lass in Halt mal die Bombe, Liebling (1963; voce: Franca Fossati)
- Gila Golan, in Das Narrenschiff (1965; voce: Elas)
- Edwige Fenech in  Sklavin ihrer Triebe   (1970; voce Ulla)
- Donna Mills in  Sadistico - Wunschkonzert für einen Toten  (1971; voce: Tobie)
- Susan George in  Wer Gewalt sät...  (voce: Amy Summer)
- Kristina Holland in Frauen der Ärzte (1972; voce: Sybill Carter)
- Jill Ireland in  Der Mörder hinter der Tür  (1972, voce: Frances Jeffries)
- Mary Larkin in X, Y & Zee (1972)
- Laura Antonelli in  Das Nackte Cello  (1975, voce: Costanza)
- Geneviève Bujold in  Kamouraska - Eine mörderische Liebe  (1976; voce: Elisabeth D'Aulnière)
- Melanie Griffith in  Die Heiße Spur  (voce: Delly Grastner)
- Melanie Griffith in  Unter Wasser stirbt man nicht  (1976; voce: Schuyler Deveraux)
- Barbara Magnolfi in  Suspiria  (1977; voce: Olga)
- Parker Penny in  Das Dunkel am Ende der Treppe  (1977; voce: Flirt Conroy)
- Barbara De Rossi in  Bleib wie du bist  (1978; voce: Ilaria Marengo)
- Shelley Long  in Völlig durchgedreht (1979; voce: Clara)
- Lauren Tewes in Die Augen eines Fremden (1980; voce: Jane Harris)
- Ornella Muti in Eine Liebe von Swann  (1984; voce: Odette de Crecy)

### Serie televisive
- Sheila White in Ich, Claudius, Kaiser und Gott (1976; voce: Messalina)

### Cartoni animati
- Die Biene Maja  (1975; voce: Harald)
- Pinocchio (1976; voce: Pinocchio)
- Nils Holgersson (1980)

## Riconoscimenti
- 1967: Bundesfilmpreis come attrice emergente per il ruolo di Angela in Mädchen, Mädchen[2][3][8]
- 1967: BRAVO Otto d'oro nella categoria "star televisive femminili"[17]
- 1968: BRAVO Otto d'argento nella categoria "attrici"[22]
- 1969: BRAVO Otto di bronzo nella categoria "star televisive femminili"[22]